# 117736 Sherrod
117736 Sherrod è un asteroide della fascia principale. Scoperto nel 2005, presenta un'orbita caratterizzata da un semiasse maggiore pari a 2,7054958 UA e da un'eccentricità di 0,0972602, inclinata di 16,63356° rispetto all'eclittica.